# Adolf Endler
Adolf Endler (Düsseldorf, 20 settembre 1930 – Berlino, 2 agosto 2009) è stato uno scrittore, poeta e giornalista tedesco.

## Biografia
Nacque a Düsseldorf, figlio di un commerciante di origine boema e di una casalinga di origine belga. Nel dopoguerra iniziò la carriera giornalistica collaborando con alcuni quotidiani. Nel 1947 ebbe pubblicata la sua prima poesia, Große Stadt, Irgendwo, dalla rivista Ende und Anfang.
Considerato per le sue idee politico-sociali "una minaccia per lo stato", nel 1955 si trasferì in Germania Est, dove studiò letteratura al Johannes R. Becher-Institut di Lipsia. Nel 1957 si stabilì a Berlino Est, dove collaborò come giornalista a varie pubblicazioni, tra cui il quotidiano Berliner Zeitung.  Pubblicò i primi libri a partire dal 1960, e si impose tra i maggiori poeti della Germania Est, in particolare grazie alla raccolta poetica Das Sandkorn. Fu anche autore di romanzi e di saggi critici. Nel 1979, dopo l'espulsione di Wolf Biermann e le conseguenti polemiche interne, fu tra i 9 scrittori espulsi per  "attività sovversive" dall'Unione degli scrittori della RDT.